# Al-Nawawi
Al-Imam Muîn ad-Dîn Abu Zakariya Yahya ibn Sharaf ibn Marri ibn Hasan ibn Husayn ibn Hizam ibn Muhammad ibn Jumuah An-Nawawi  (1233-1277 (631-676 A.H. soit 1233-1277)) (arabe : النووي) est né en 631 de l’Hégire, soit en 1233 du calendrier julien, dans le village de Nawā dans la région de Ḥūrān au Sud de la Syrie. Figure de l'école chaféite et théologien, il est considéré comme l’éditeur, le sélectionneur des avis et le réorganisateur de l’école juridique. 

## Biographie

### Jeunesse
Al-Nawawi naquit au cours du mois du Muḥarram de l'an 631 de l'Hégire (octobre 1233 de l'ère chrétienne) dans le village de Nawā à 85 km au sud-est de Damas. Dès sa plus tendre enfance il s'attacha à la lecture du Coran et sa piété lui vaudra une apparition, à l'âge de sept ans, lors de la vingt-septième nuit de Ramaḍān. Son père, un échoppier, relate : « Il dormait à mes côtés, il se leva au milieu de la nuit, me réveilla et il me dit : « Ô mon père quelle est cette lumière qui emplit la maison? » Toute la famille se réveilla et nous ne vîmes rien et je sus que c'était la nuit de sa destinée ».
À l'âge de dix ans, son père l’a mis dans une échoppe pour y travailler et se préoccupa aussi de parfaire son apprentissage du Coran.
Durant les années quarante du septième siècle de l’hégire, le cheikh Yāsīn Ibnu Yūsuf Al-Murrākichiyy était de passage à Nawā où il le remarqua. Il vit qu'il fuyait des enfants qui voulaient le forcer à jouer, tout en récitant le Coran. En raison de cet événement, l'érudit dit : « Son amour pénétra alors mon cœur ». Il alla donc voir celui qui lui enseignait le Coran et lui recommanda de lui porter une grande attention. Il lui dit : « Il est à espérer que cet enfant devienne le plus savants et le plus ascète des gens de son époque et que les gens profitent de sa personne ». Surpris, son enseignant lui demanda : « Es-tu un devin ? ». Le cheikh Yāsīn lui répondit : « Non, mais c'est Allāh qui m’a fait prononcer ces paroles ». Son père fut informé de cette discussion alors il porta une grande attention à son fils jusqu’à ce qu’il ait mémorisé le Coran vers la puberté, concomitamment avec l’apprentissage du fiqh auprès les savants de son village.

### Arrivée à Damas
Motivé par le conseil du cheikh Yāsīn, par l’engouement de son fils pour la science religieuse et par son intelligence remarquable, son père le ramènera à Damas afin de continuer ses études en 649H, soit à l’âge de 18 ans.
Al-Nawawi suit l'enseignement de l’imam de la Grande Mosquée Omeyyade, le cheikh Jamāl ᶜAbd al-Kāfī (décédé en 689H) qui l'oriente vers le Muftī de Damas le cheikh Tāj ad-Dīn al-Fazārī, surnommé Ibn al-Firkāḥ qui devint le premier maître damascène d’an-Nawawi.
Ibn al-Firkāḥ le recommanda à l’imam al-Kamāl Isḥāq bin Aḥmad al-Maġribī, directeur de l’École ar-Rawāḥiyya, qui lui accorda une chambre annexe à l’école. Il trouva la tranquillité dans cette chambre où il résida jusqu’à son décès en 676H,.

### Pèlerinage
En 651H, Al-Nawawi voyagea avec son père pour accomplir le pèlerinage puis il retourna à Damas. Durant son pèlerinage, il tomba malade dès sa sortie de Nawā jusqu’au jour de ᶜArafāt. Son père disait : « Il ne s’est jamais plaint ». Il demeura à Médine durant environ un mois et demi. Après son retour à Damas, il revint avec une immense capacité scientifique et un versement incomparable dans la science islamique. Il ouvrit un nouvel épisode dans sa vie en suivant les traces de son maître le cheikh Al-Murrākichiyy, en excellant dans les adorations, l’ascétisme et la gestion de son temps pour ne perdre aucun moment et ce, jusqu’à son décès,.

### Apprentissage à Damas
Aussitôt après s'être installé dans sa nouvelle demeure à l’École ar- Rawāḥiyya, Al-Nawawi mémorisa le « Tanbīh » en quatre mois et demi, et le quart du fameux ouvrage de droit chaféite, « al-Muhaḋḋab » de l’imam al-Ŝīrāzī dans le reste de l’année. En 650H, il a récité par cœur le « Tanbīh » à l’éminent jurisconsulte d'Égypte Muhammad bin al-Ḥusayn bin Ruzayn.
Il est devenu l’exemple de l’apprentissage sérieux et efficace à Damas. Il suivait douze leçons par jour, regroupant des études juridiques, de narration et transmission de hadith, de langue arabe, de croyance et autres. Il ne perdait pas son temps ni la nuit ni le jour et il se dédiait à la science même durant ses trajets, il révisait ses mémorisations ou lisait. Lorsqu’il était visité par quelqu’un, il ne lui accordait que le salut et les réponses à ses questions. Si le visiteur s’asseyait chez lui, il lui donnait un livre pour qu’il ne lui perde pas son temps. Même durant ses déplacements en allant ou rentrant, il révisait ses mémorisations. Il conserva ce rythme pendant six ans environ,.

### Direction de Dār al-Ḥadīṯ al-Aŝrafiyya à Damas
Dār al-Ḥadīṯ al-Aŝrafiyya est la plus prestigieuse Dār [École Supérieure] d’enseignement des sciences de Ḥadīṯ. Elle fut construite à Damas par le Sultan ayyubite al-Aŝraf Mużaffar ad-Dīn Mūsā bin Muḥammad al-ᶜĀdil en 630H. La condition du wāqif de cette école [celui qui a financé sa construction] fut que le directeur de l’école dût être le plus grand savant de son époque au niveau des sciences de transmission et de connaissance de Ḥadīṯ. Il est connu que son directeur est le plus grand savant de son époque. Son premier directeur fut l’imam Abū ᶜAmr ibn aṣ-Ṣalāḥ.
L’imam An-Nawawī n’a pas cherché à devenir le directeur de cette école mais il fut forcé à accepter cette tâche où il versait aux étudiants d’abondantes connaissances. C’est en 665 qu’il accepta d’assumer cette responsabilité et prendre la direction de Dār al-Ḥadīṯ al-Aŝrafiyya où il enseigna jusqu’à son décès. Malgré cette nouvelle fonction, il a conservé sa vie d’ascète et n’a jamais touché le salaire associé à cette fonction. C’est dans cette école que l’imam an-Nawawī a dicté les deux recueils authentiques de ḥadīṯ plusieurs fois ainsi qu’un grand nombre d’ouvrages des diverses disciplines scientifiques. Tāj al-Dīn al-Subqī a dit à propos de Dār al-Ḥadīṯ al-Aŝrafiyya : « Nul ne l’a entré ayant une meilleure mémorisation qu’al-Mizzī ni étant plus pieux qu’an-Nawawī et Ibn aṣ-Ṣalāḥ ».

### Confrontations avec le Sultan
An-Nawawi est souvent devenu le refuge des gens pour réclamer leurs droits auprès des gouverneurs. Ainsi, il eut plusieurs échanges virulents avec le sultan mamelouk Baybars qui disait : « je ne crains que ce Nawawī ».
En fait, le sultan Baybars a réclamé aux propriétaires des terrains dans la Ġūṭa de présenter des preuves de leur propriété après l’invasion mongole. Il voulait éviter que des gens ne s’approprient des biens des autres et surtout des biens des gens tués par les mongols. Cependant, cela constituait une exigence contredisant les règles juridiques attribuant au possesseur une preuve de propriété vu la difficulté de chercher une preuve de propriété pour la majorité des gens, comme ceux qui ont reçu leurs terrains par héritage. Lorsque l’imam an-Nawawī s’est opposé à la décision de Baybars, ce dernier s’est demandé, qui est cette personne ? Ses vizirs lui ont indiqué qu’il est le ŝayḣ de Dār al-Ḥadīt al-Aŝrafiyya. Alors Baybars ordonna de couper ses salaires et provisions. Cependant, il fut choqué que l’imam an-Nawawī ne touche rien de ces salaires. Cela imprégna la pensé du sultan qu’il est devant une personne hors norme. Notons que les lettres de l’imam an-Nawawī au Sultan furent adaptées à la nature de la relation et reflétant sa sagesse dans le traitement de cette problématique. Les auteurs mentionnent trois grandes confrontations entre les deux,,.
À la suite de leur dernière confrontation, l’imam an-Nawawī jura de ne jamais plus entrer à Damas tant que Baybars y demeurerait. Il ne fallu que très peu de temps pour que ce dernier s'empoisonne. Cette mort fut inscrite sur le compte des anecdotes illustres ayant corrélé l'affirmation de la piété de l’imam et le soutien divin sur lequel il pouvait s'appuyer.

### Décès
Al-Nawawi  a visité Jérusalem et al-Ḣalīl (Hébron) puis il est retourné à Nawā chez son père où il est décédé la nuit de mercredi 24 rajab de l’année 676 de l’Hégire. Lorsque la nouvelle est parvenue à Damas, le jeudi soir, les musulmans ont prié sur lui le vendredi dans la Grande Mosquée Omeyyade et ce fut une grande tristesse et un immense regret,,,. La description de ses derniers moments et des prodiges qui l’ont accompagné déchire le cœur et fait couler les larmes. Plus de six cents vers de poésies ont été prononcés pour le pleurer. Ils sont mentionnés dans les ouvrages traitant de sa biographie.  
Ses vertus furent innombrables, son disciple l’imam Ibn al-ᶜAṭṭār, surnommé le résumé d’Al-Nawawī, les a recueillis dans la biographie qu’il lui a consacré. Cette biographie fut l’objet d’un grand nombre d’ouvrages consacrés à sa présentation et son étude.
En janvier 2015, des terroristes appartenant à l'organisation Al-Nosra ont dynamité son mausolée situé à 45 km de Deraa en Syrie.

## Apports scientifiques

### Droit chaféite
Il a étudié le fiqh chaféite avec les illustres savants de son époque en maîtrisant les fondements et les règles de l’école en une courte période. Son disciple Ibn al-ᶜAṭṭār disait : « Il mémorisait le droit de l’école chaféite : ses règles, ses fondements et ses questions détaillées ainsi que les avis des Compagnons et de leurs descendants (Tābiᶜīn), les divergences des savants et leurs accords et consensus, ainsi que ce qui est connu et méconnu ». C’est ainsi qu’il devint la référence du droit chaféite. Il est le seul jurisconsulte musulman qui soit devenu la référence de son école juridique avant d’atteindre l’âge de quarante ans. À la suite de ses fameux ouvrages en fiqh, il a acquis le titre de cheikh al-maḋhab (savant de l'école), dans les ouvrages de l’école, et ses sélections sont devenues la référence dans l’école. 
Dans son ouvrage « Minhāj al-Ṭālibīn » de droit chaféite, il a instauré de nouvelles terminologies dans la rédaction du fiqh ouvrant une nouvelle ère dans la vie de l’école shafiite. Cela a assuré la stabilité terminologique des rédactions juridiques par rapport aux autres écoles. C’est pourquoi l’imam Tāj al-Dīn al-Subqī l’a désigné comme étant « Ŝayḣ al-islam, le professeur des savants tardifs (muta’aḣirīn), la preuve de Dieu envers les successeurs, l’appelant à la voie des prédécesseurs ».

### Foi islamique
Il était comme la majorité des savants chaféite, un sunnite traditionnel suivant l’école acharite de croyance islamique. Son fameux commentaire du Ṣaḥīḥ Muslim est une preuve évidente. Certains biographes rapportent qu’il a rédigé un seul ouvrage en croyance conformément à l’école ash’arite, une épître destinée aux débutants intitulée « Les Finalités ». Cependant, cet ouvrage traduit en français, est en réalité une épître de croyance, de droit (fiqh) et de purification (tazkiya).
Voici certaines de ses citations concernant la croyance :
- Dans son commentaire du Sahîh Muslim, l’Imâm An-Nawawi a dit : « Certes Allâh ta’âlâ, rien n’est tel que Lui, Il est exempt du corps, du déplacement, de la localisation dans une direction et de toutes les autres caractéristiques des créatures »[26].

- Il dit dans ce même ouvrage : « Allâh est Celui pour lequel ceux qui font des invocations lèvent leurs mains vers le ciel, de la même façon que celui qui prie se dirige vers la Ka’bah; et ce n’est pas parce qu’Il serait localisé dans (ou au-dessus) le ciel, de même qu’Il n’est pas localisé dans la direction de la Ka’bah, mais il en est ainsi parce que le ciel est la Qiblah de ceux qui font des invocations, et la Ka’bah est la direction de ceux qui prient »[27]

- Il y dit également : « Allâh ta’âlâ est exempt des attributs des créatures, et entièrement exempt du mouvement, du déplacement, et du reste des autres états de la création»[28]
- Dans son livre « Rawdat At-Talibin » dans le chapitre de l’apostasie, l’Imam An-Nawawi a dit : « Si quelqu’un qui dit “Il n’y a pas d’autre dieu à part celui qui est localisé aux cieux”, il ne devient pas croyant (musulman), et il en est de même s’il dit “Il n’y a pas d’autre dieu à part Allah, qui est localisé aux cieux”, parce que le fait d’être localisé est impossible au sujet de Allah ta’ala.»[29]

### Langue arabe
An-Nawawī était une référence en langue arabe. Ses ouvrages « at-Tanbīh » et « tahḋīb al-’asmā’ wa-l-luġāt » prouvent sa grande maîtrise linguistique. Il fut mentionné par Ibn Qāḍī Ŝahba dans son ouvrage propre aux biographies des linguistes. 

### Ascétisme
Fameux ascète et pieux, il était connu qu’il n’a jamais mangé des fruits de Damas réputée pour ses jardins et ses cultures. En fait, il avait des doutes juridiques envers la validité des contrats de culture pratiqués dans sa région. Il a passé une vie d’ascète ne mangeant qu’un seul repas par jour après la prière du soir (al ᶜiŝā’) et ne dépensant que le minimum sur ses besoins mondains,. De même, il n’a jamais accepté un cadeau et il vivait des pains et des figues que son père lui amène de son village. Jusqu’à son décès et malgré les plus hautes fonctions qu’il occupait, il vivait toujours dans la petite chambre annexée à l’école ar-Rawāḥiyya où il s’est installé dès son arrivée à Damas. 
Sacrifiant sa vie pour la science religieuse, il ne s’est jamais marié.

## Maîtres
On cite parmi ses maîtres :
- Abu Ibrahim Ishaq ibn Ahmad ibn Othman Al-Maghribi Al-Maqdisi (le juriste chaféiste).
- Abu Muhammad Abd Ar-Rahman ibn Nuh ibn Muhammad ibn Ibrahim ibn Musa Al-Maqdisi Ad-Dimashqi (le mufti de Damas de l’époque)
- Abu Hafs Omar ibn Asad ibn Ghalib Al-Irbili.
- Abu Ishaq Ibrahim ibn Isa Al-Muradi Al-Andalusi Ash-Shafii.
- Le juge Imad Ad-Din Abu Al-Fadail Abd Al-Karim ibn Abd As-Samad ibn Al-Horastani.
- Al-Fakhr Al-Maliki.
- Abu Al-Fath Omar ibn Bundar ibn Omar ibn Ali At-Taflisi (juriste chaféiste).

## Principaux ouvrages
L’imam an-Nawawī a composé de nombreux ouvrages bénéfiques portant sur diverses sciences islamiques. L’imam as-Saḣāwī a compté dans son ouvrage de biographie de l’imam an-Nawawī plus que cinquante ouvrages rédigés par l’imam. Les savants rapportent que les rédactions de l’imam an-Nawawī sont dotées d’une bénédiction particulière qui les a dotés d’une diffusion et acceptation particulières auprès des musulmans. Cela est dû à la sincérité et l’ascétisme de l’imam an-Nawawī. 
On compte parmi ses ouvrages :
- Le commentaire du « Recueil authentique » de l’imam Muslim (« Ŝarḥ Ṣaḥīḥ Muslim »), qui est le plus prestigieux commentaire du « Recueil authentique de l’imam Muslim » ;
- « Al-Majmūᶜ Sharḥ al-Muhaḋḋab » inachevé, considéré le meilleur ouvrage de fiqh comparé entre les diverses écoles.
- « Minhāj al-Ṭālibīn », ouvrage phare de fiqh shafiite, il est le manuel principal de l’enseignement du fiqh shafii. Il est l’objet de plus de 300 travaux (commentaire, résumés, annotations, etc.) ;
- « Rawḍat al-Ṭālibīn », ouvrage majestueux de fiqh shafiite ;
- Les Jardins des Vertueux,
- Les invocations (« al-’Aḋkār »), qui a été l’appui principal des rédactions postérieures et est l’objet d’un grand nombre de travaux (commentaires, annotations, résumés, recherche de l’origine des ’aḥādīṯ) ;
- "40 hadiths Nawawi" même si l'ouvrage en comporte plus de 40 en réalité "42" est un ouvrage profitable, devenue incontournable, recense 40 hadiths authentiques, fondamentaux traitant de différents thèmes dans la religion. Passant du fiqh a la ‘aqidah.
- et d’autres ouvrages dans les diverses sciences islamiques.